# Hans Joachim Marx (Musikwissenschaftler)
Hans Joachim Marx (* 16. Dezember 1935 in Leipzig) ist ein deutscher Musikhistoriker. Er war Professor für europäische Musikgeschichte an der Universität Hamburg.

## Leben
Hans Joachim Marx studierte zunächst Musik an der Musikhochschule in Leipzig und nach seiner Flucht 1956 in Freiburg im Breisgau, von 1958 an Musikwissenschaft, Germanistik und Philosophie an den Universitäten in Freiburg und Basel. 1966 promovierte er in Basel bei Arnold Schmitz mit einer Arbeit über „Die Orgeltabulatur des Clemens Hör“ zum Dr. phil. und Mag. Artium. In den folgenden Jahren unternahm er, gefördert vom Schweizerischen Nationalfonds, Forschungsreisen, auf denen er die Quellen für eine Gesamtausgabe der Werke Arcangelo Corellis erforschte. 1966/67 war er Lehrbeauftragter an der Universität Zürich, von 1968 bis 1972 Assistent von  Günther Massenkeil in Bonn. Im Sommer 1972 habilitierte er sich für das Fach Musikwissenschaft und war von 1973 bis 2001 Universitätsprofessor für europäische Musikgeschichte an der Universität Hamburg.
Seine Forschungsschwerpunkte sind die Instrumentalmusik der Renaissance und die Musik des Barock, insbesondere die Händels, zu denen er zahlreiche Veröffentlichungen vorgelegt hat. Er ist Mitherausgeber der Werkausgaben von Corelli, Hasse und Händel, Herausgeber der von ihm 1984 gegründeten Göttinger Händel-Beiträge und des sechsbändigen Händel-Handbuchs (2008–2012). Außerdem ist er Mitherausgeber verschiedener musikwissenschaftlicher Reihen (u. a. Abhandlungen zur Musikgeschichte, Vandenhoeck & Ruprecht, Göttingen, Beiträge zur Geschichte der Kirchenmusik, Verlag Ferdinand Schöningh, Paderborn) und der Hamburger Mendelssohn-Vorträge, Verlag Christians, Hamburg.
Marx ist korrespondierendes Mitglied der Akademie der Wissenschaften zu Göttingen, ordentliches emeritiertes Mitglied der Akademie der Wissenschaften in Hamburg sowie Member of the Institute of Advanced Musical Studies des King’s College in London. Von 2004 bis 2014 war er Vorsitzender des Stiftungsrates der Stiftung Internationale Händel-Festspiele Göttingen. Seit 2001 ist er Ehrenmitglied der Göttinger Händel-Gesellschaft.

## Schriften seit 2001

### Monographien
- Händel und seine Zeitgenossen. Eine biographische Enzyklopädie, 2 Teil-Bde. (= Das Händel-Handbuch, Bd. 1), Laaber-Verlag Lilienthal, 2008
- Händel und die geistliche Musik des Barockzeitalters. Eine Aufsatzsammlung, Laaber-Verlag Lilienthal, 2013
- Die G. F. Händel zugeschriebenen Kompositionen, 1700-1800 / The compositions attributed to G. F. Handel, 1700-1800 (HWV Anh. B), Hildesheim/Zürich/New York 2016
- ‚By Heaven Inspired‘. Die Bildnisse von Georg Friedrich Händel (= Das Händel-Handbuch, Supplementband), Laaber-Verlag Lilienthal, 2021
- Die Musik am alten St. Marien-Dom in Hamburg (1277-1782) (= Beiträge zur Geschichte der Kirchenmusik 26), Brill/Schöningh, Paderborn 2024

### Aufsätze
- A newly discovered Gloria by Handel, in: Early music 29 (2001), 342–352 (auf Deutsch in: Göttinger Händel-Beiträge 9 (2002), 37–53, auf Japanisch in: Ongakugaku. Journal of the Musicological Society of Japan 47 (2001), 127–139)
- Bemerkungen zu szenischen Aufführungen barocker Oratorien und Serenaten, in: Basler Jahrbuch für Historische Musikpraxis 23 (2001), 133–150
- Die Händel zugeschriebenen Kompositionen in den thematischen Katalogen von Breitkopf (1762-1768), mit Steffen Voss, in: Göttinger Händel-Beiträge 9 (2002), 149–160
- Das Händelbild Chrysanders, in: Händel-Jahrbuch 48 (2002), 35–44
- Unbekannte Basler Tabulaturfragmente aus dem frühen 16. Jahrhundert, in: U. Konrad, J. Heidrich, H. J. Marx (Hrsg.), Musikalische Quellen – Quellen der Musik. Festschrift für Martin Staehelin zum 65. Geburtstag, Göttingen 2002, 37–50
- Geschichte einer ungewöhnlichen Komposition: Georg Friedrich Händels Masque Acis and Galatea, in: H. Krellmann (Hrsg.)., Der moderne Komponist baut auf der Wahrheit. Opern des Barock von Monteverdi bis Mozart, Stuttgart/Weimar 2003, 87–95
- Unbekannte Lantaten von Händel, A. Scarlatti, Fago und Grillo in einer neapolitanischen Handschrift von 1710, mit Steffen Voss, in: B. M. Antonlini et al. (Hrsg.), Et facciam dolci canti. Studi in onore di Agostino Ziino in occassione del suo 65° compleanno, Lucca 2003, 797–806
- Felix Mendelssohn Bartholdy und England, in: H. J. Marx (Hrsg.), Hamburger Mendelssohn-Vorträge, Hamburg 2003, 81–98
- Eine neue Quelle zu Händels Oper 'Rodrigo' , mit Steffen Voss, in: Göttinger Händel-Beiträge 10 (2004), 67–80
- Bericht über das Gesprächskonzert: Finderglück. eine neue Kantate von J. S. Bach? von G. F. Händel? - Meine Seele soll Gott loben (BWV 223), in: Göttinger Händel-Beiträge 10 (2004), 179–204
- Festinszenierungen römischer Oratorien und Serenaten im Barockzeitalter, in: Analecta musicologica 33 (2004), 335–372
- Die Händel zugeschriebenen Kompositionen I (Arien und Lieder HWV Anh. B 001-032). Mit Steffen Voss, in: Göttinger Händel-Beiträge 11 (2006), 95–124.
- Händels Lehrjahre an der Gänsemarkt-Oper in Hamburg unter Reinhard Keiser (1703-1705), in: Veröffentlichungen der Internationalen Händel-Akademie Karlsruhe 8 (2006), 343–359 (auf Englisch in: R. G. King (Hrsg.), Handel Studies. A Gedenkschrift for Howard Serwer [= Festschrift Series 22], Hillsdale, NY, 2009, 25–45)
- Zur Überlieferung der Te Deum-Kompositionen von Johann Adolf Hasse, in: R. Wiesend (Hrsg.), Johann Adolf Hasse in seiner Zeit. Stuttgart 2006, 251–259
- Johannes Brahms im Briefwechsel mit Friedrich Chrysander, in: W. Sandberger et al. (Hrsg.), Musik und Musikforschung. Johannes Brahms im Dialog mit der Geschichte, Kassel 2007, 221–274
- Zur Einführung in das Symposium 'Händel in der Wiener Klassik' , in: Göttinger Händel-Beiträge 12 (2008), 51–55
- Die Händel zugeschriebenen Komposition II (Duette und Solo-Kantaten HWV Anh. B 101-134), mit Steffen Voss, in: Göttinger Händel-Beiträge 12 (2008), 123–162
- Händel als Briefschreiber, in: Die Musikforschung 62 (2009), 111–127
- Annäherung an Händel, in: Die Tonkunst 3 (2009), 329–338
- Händels Religiosität im Kontext der europäischen Konfessionen, in: Händel-Jahrbuch 56 (2010), 79–99
- Die Händel zugeschriebenen Kompositionen III (Oratorische Werke und Kirchenmusik, HWV Anh. B 201-219), in: Göttinger Händel-Beiträge 13 (2010), 165–192
- Händels lateinische Motette ‚Silete venti‘ (HWV 242)- ein Auftragswerk für Paris?, in: A. Beer et al. (Hrsg.), Festschrift Hellmut Federhofer zum 100. Geburtstag, Tutzing 2011, 267–280
- Concerti a due cori (HWV 332-335), in: S. Rampe (Hrsg.), Händels Instrumentalmusik (= Das Händel-Handbuch 5), Laaber 2011, 486–496
- Die Händel zugeschriebenen Kompositionen IV (Orchesterwerke HWV Anh. B 301-368), mit Steffen Voss, in: Göttinger Händel-Beiträge 14 (2012), 167–213
- ‚Ein begeisterter Kreis von Künstlern und Kunstfreunden‘ - Achtzig Jahre Göttinger Händel-Gesellschaft, in: Programmbuch der Göttinger Händel-Festspiele 2013
- Die Musik am Hof von Georg III. (1761-1820), in: Göttinger Händel-Beiträge 15 (2014), 119–143
- ‚A love of music distraction….‘ Musik im Leben der englischen Königin Charlotte (1744-1818), in: Archiv für Musikwissenschaft 71 (2014), 1–20
- ‚… ein jüngerer Gelehrter von Rang.‘ Leo Schrades frühe Jahre bis zur Emigration in die USA (1938), in: Die Musikforschung 67 (2014), 251–269
- Zum Gedenken an Günther Massenkeil (1926-2014), in: Die Musikforschung 68 (2015), 122
- ‚Altes im neuen Werk.‘ Leo Schrades Diskurs mit Paul Hindemith, in: Archiv für Musikwissenschaft 72 (2015), 146–157
- Zur Echtheit des Händel-Porträts von Christoph Platzer (um 1710), in: Göttinger Händel-Beiträge 17 (2016), 97–109

### Editionen
- Händel. Gloria HWV deest. Urtext der Hallischen Händel-ausgabe (Vorabdruck), Kassel 2001
- New Mattheson studies mit George Buelow, Cambridge University Press, 2. Aufl. 2006
- An International Handel Bibliography / Internationale Händel-Bibliographie (1959-2009), Göttingen 2009
- Georg Friedrich Händel. Dixit Doiminus (Psalm 109) HWV 232. Neuausgabe (= Hallische Händel-Ausgabe III,1), Kassel 2012
- Bibliographie der Internationalen Händel-Literatur in: Göttinger Händel-Beiträge 9 (2002)ff.

### Lexikon-Artikel
Verschiedene Artikel in:
- Die Musik in Geschichte und Gegenwart. Allgemeine Enzyklopädie der Musik, begründet von Friedrich Blume. Zweite, neubearbeitete Ausgabe hrsg. von Ludwig Finscher, Kassel, Personenteil Bd. 6, 2001 [Matteo Fornari], Bd. 8, 2002 [Georg Friedrich Händel] und Bd. 14, 2005 [Arnold Schmitz]
- Das Händel-Lexikon, hrsg. von Hans Joachim Marx in Verbindung mit Manuel Gervink und Steffen Voss (= Das Händel-Handbuch 6), Laaber 2011 [mehrere Artikel über Händelforscher, Mäzene, Mitglieder des englischen Königshauses, Händel-Orte und -Sänger, Briefwechsel, Familie und Verwandte, Halleluja (Alleluja), Persönlichkeit Händels und Reisen]